# Albert Parlow
Albert Parlow   (Torgelow, 1 de gener de 1824 - Wiesbaden, 27 de juny de 1888) ser un alemany compositor i fins a 1880 director musical de l'exèrcit prussià.
Com a músic militar va formar Parlow alguns infants de marina marins. La polka d'enclusa popular es va produir per casualitat. El compositor de Berlín va ser l'encarregat el 1852 de ser el primer mestre alemany de música marina i crear el primer cos alemany de música marina a Szczecin. La seva composició com a marxa "Amb veles plenes" es va convertir en el primer culte naval alemany en cartell. Al maig de 1864, Parlow va rebre el primer premi de la competició de banda militar a Lió per davant de competidors de Gran Bretanya, França, Itàlia, Àustria, Rússia i Espanya. Com a guanyador honorífic de la música militar europea, fou altament decorat per l'emperador Napoleó III.
Parlow va ser, des de 1854, el mestre de banda militar del regiment granader "King Frederick William IV" (1r Pomerània) número 2 a Szczecin. Després de la regiment en 1859 després de Rastatt havia estat transferit, es va realitzat amb freqüència en Baden-Baden. Parlow va despertar l'interès de Johannes Brahms, que li va donar la instrumentació de les seves danses hongareses nº 5, 6 i 11-16. La sisena dansa va transposar Parlow per un semitó més alt, de D flat major a D major.
Parlow va ser fins al 1880 director musical de l'exèrcit prusiano. Després va anar a Königsberg, (avui Kaliningrad), on es va fer càrrec de la direcció del Cos de Música del Regiment d'Infanteria núm. 43. El 1883, Albert Krantz (músic) es va convertir en el seu successor. A Hamburg, Parlow va dirigir el 1883 una orquestra simfònica. I després, des de 1886 va ser director d'orquestra a Wiesbaden. El seu fill Arthur Michaelis hi era director del conservatori.
Parlow era avi de Melanie Michaelis i pare d'Ernst Parlow, cunyat de Gustav Havemann.